# Собор Святого Петра (Ланкастер)
Собор Святого Петра (англ. Saint Peter’s Cathedral), также известный как Ланкастерский собор — католический собор в Ланкастере, Ланкашир, Англия. С 1924 года главная церковь епархии Ланкастера и кафедра епископа Ланкастера. Неоготический собор был спроектирован Э. Г. Пейли как приходская церковь в 1857—1859 годах. Здание внесено в список национального наследия Англии как памятник архитектуры категории II*.

## История
До принятия Билля о помощи католикам в 1791 году католики Ланкастера собирались в импровизированной часовне в Сент-Леонардсгейте. Первый камень в фундамент первой католической церкви в городе был заложен на Далтон-сквер 13 марта 1798 года. Уже в следующем году строительство было окончено, и часовню освятили. К середине XIX века часовня стала уже слишком маленькой и возникла необходимость в более вместительном здании. Под строительство была куплена земля рядом с миссионерской церковью, а проект новой приходской церкви в честь святого Петра создал местный архитектор Э. Г. Пейли. Ещё до завершения строительства Пейли также спроектировал приходскую школу, монастырь и пресвитерий. Тендер был объявлен в марте 1857 года, и 29 апреля был заложен первый камень в фундамент; новая церковь была освящена 4 октября 1859 года Александром Госсом, епископом Ливерпуля. Церковь и связанные с ней здания стоили в общей сложности 15 тысяч фунтов стерлингов (1 360 000 фунтов стерлингов на 2015 год с учётом инфляции). В последующие годы церковь несколько перестраивалась и дополнялась самим Пейли, а также его коллегой Хьюбертом Остином и сыном Генри Пейли. Были установлены купель (1860), орган (1888), и скамьи каноников в алтаре (1899), а также построен новый баптистерий (1901), который обошёлся в 4000 фунтов стерлингов (390 000 фунтов стерлингов на 2015 год).

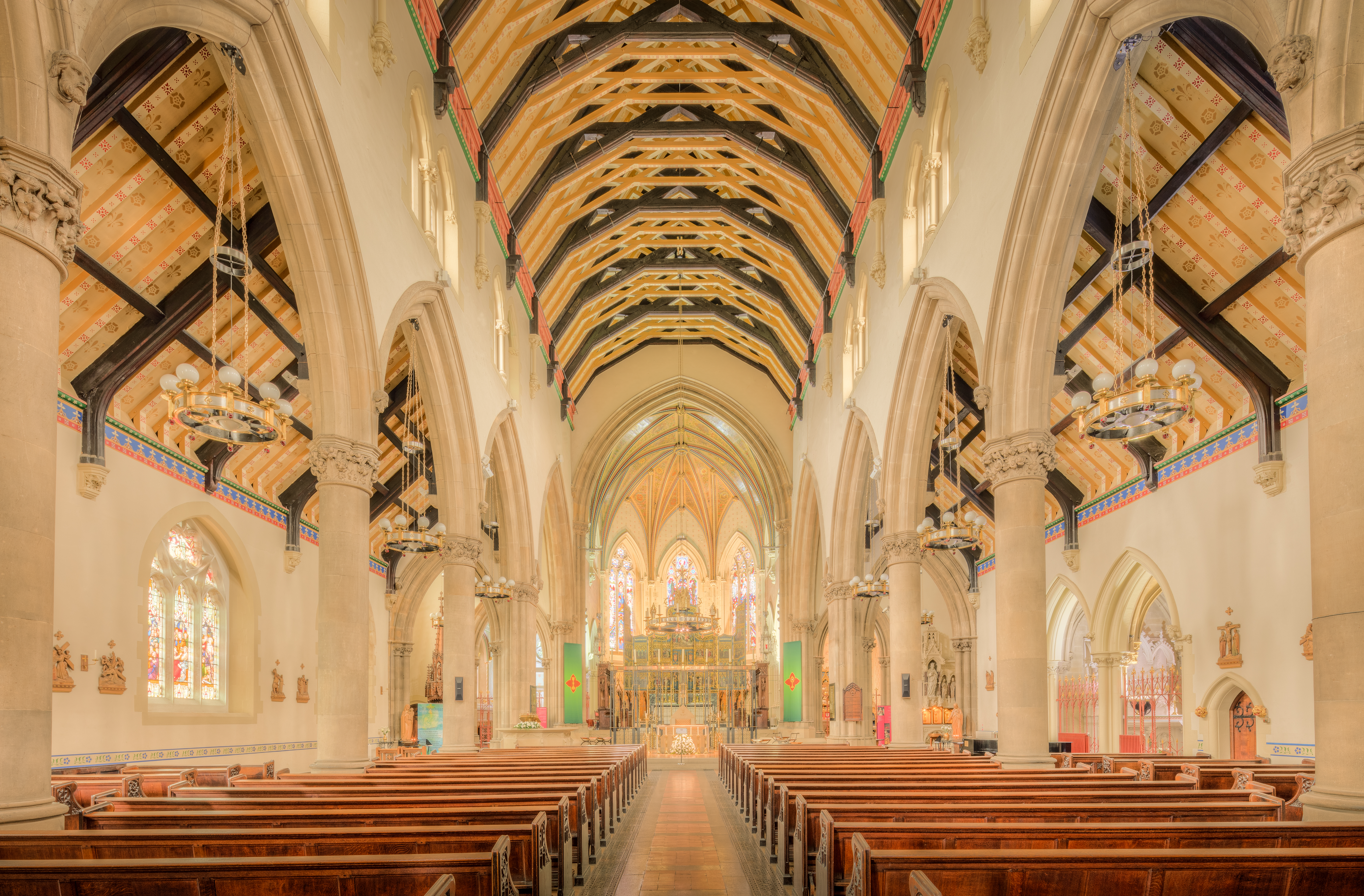
Неф

В честь 50-летнего юбилея в 1909 году в церкви был проведена реконструкция под руководством архитектора Джайлса Гилберта Скотта. Был возведён новый алтарь, напольная плитка заменена чёрно-белую мраморную, перестелен пол в нефе, стены заново покрашены, а скамьи из сосны заменены дубовыми. В 1924 году была создана епархия Ланкастера, и церкви присвоили статус кафедрального собора. Кафедра епископа была перемещена в алтарь. В честь 100-летия церкви в 1959 году был отремонтирован орган, а нарисованные кальварии заменили четырнадцатью резными фигурами. С тех пор произошли дальнейшие незначительные изменения в интерьере собора; в 1995 году восточный конец был перестроен Фрэнсисом Робертсом.